# Юто-ацтекские языки

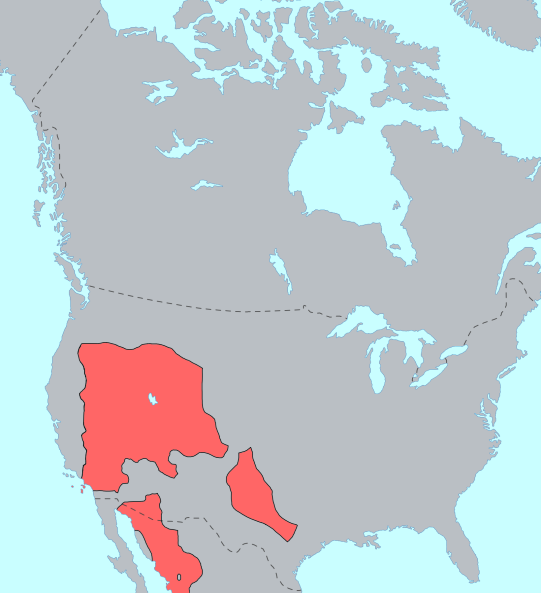
Территория распространения юто-астекских языков (не полностью показано присутствие языков в Мексике и Центральной Америке)

Территория распространения юто-астекских языков в Мексике

Юто-ацтекские (юто-астекские) языки — крупная семья индейских языков, распространённых от юго-запада США до Никарагуа в Центральной Америке.

## Классификация
- Северная (шошонская) подсемья
  - ветвь хопи
  - нумийская (нымыйская) ветвь
    - центральная группа: команче (команчский), панаминт (тимбиша), шошони (шошонский)
    - южная группа: кавайису, юте (южный паюте)
    - западная группа: моно (моначе), павиотсо (северный паюте)

  - такийская ветвь
    - серранская группа: †  габриэлино, † китанемук, серрано, †ваньюме, †николеньо
    - купанская группа: луисеньо, кауилья, купеньо
    - неклассифицированы: татавиам (?), † гьямина (?)

  - тюбатулабаль
- Южная (сонорско-астекская) подсемья
  - тепиманская (пиманская) ветвь:
    - верхнепиманский (пима-папаго о’одхам), нижнепиманский (пима-бахо уре), северный тепеуа, южный тепеуа, †тепекано

  - таракаитская ветвь
    - тараумарская группа: гуарихио, тараумара
    - каитская группа: яки, † акахе (аяхе), † тауэ, майо
    - опатская группа: †опата, † эудеве, † батук (?)
    - тубар

  - корачоль-астекская ветвь
    - корачольская (коранская) группа: кора, уичоль, (возможно также † текошкин, † текуэше, † кока, † касканский)
    - астекская (науаская, нава) группа
      - почутекский (почутла) (†)
      - шочистлауакский (†)
      - собственно астекские языки
        - науатль Сьерра-де-Пуэбла
        - восточная подгруппа: пипиль, истмо, пинотль
        - западно-центральная подгруппа: классический, центральный, западный, уастеканский, коатепекский, тотольтепекский науатли

  - неклассифицированы: † басироа, † басопа, † кавимето, † кавамето.

Языки южной подсемьи, кроме астекских, называются сонорскими, хотя не составляют особого генетического единства.